# Маком (округ)
Мако́м (англ. Macomb County) — округ в штате Мичиган, США. Официально образован в 1818 году. По состоянию на 2013 год, численность населения составляла 854 769 человек.

## География
По данным Бюро переписи США, общая площадь округа равняется 1 478,891 км2, из которых 1 240,611 км2 суша и 238,280 км2 или 16,000 % это водоёмы.

## Население
По данным переписи населения 2010 года в округе проживает 840 978 жителей в составе 309 203 домашних хозяйств. Расовый состав населения: белые — 85,40 %, афроамериканцы — 8,60 %, коренные американцы (индейцы) — 3,00 %, азиаты — 0,30 %, гавайцы — 0,00 %, представители других рас — 0,60 %, представители двух или более рас — 2,10 %. Испаноязычные составляли 2,30 % населения независимо от расы.
В составе 31,10 % из общего числа домашних хозяйств проживают дети в возрасте до 18 лет, 18,00 % домашних хозяйств представляют собой супружеские пары проживающие вместе, 54,30 % домашних хозяйств представляют собой одиноких женщин без супруга, 10,10 % домашних хозяйств не имеют отношения к семьям, 26,90 % домашних хозяйств состоят из одного человека, 10,30 % домашних хозяйств состоят из престарелых (65 лет и старше), проживающих в одиночестве. Средний размер домашнего хозяйства составляет 2,52 человека, и средний размер семьи 3,09 человека.
Возрастной состав округа: 24,10 % моложе 18 лет, 8,00 % от 18 до 24, 31,50 % от 25 до 44, 22,80 % от 45 до 64 и 13,70 % от 65 и старше. Средний возраст жителя округа 37 лет. На каждые 100 женщин приходится 96,00 мужчин. На каждые 100 женщин старше 18 лет приходится 92,90 мужчин.
Средний доход на домохозяйство в округе составлял 52 102 USD, на семью — 62 816 USD. Среднестатистический заработок мужчины был 48 303 USD против 30 215 USD для женщины. Доход на душу населения составлял 24 446 USD. Около 4,00 % семей и 5,60 % общего населения находились ниже черты бедности, в том числе — 7,00 % молодежи (тех, кому ещё не исполнилось 18 лет) и 6,40 % тех, кому было уже больше 65 лет.